# いぬまるだしっ
『いぬまるだしっ』は、大石浩二による日本の漫画。『週刊少年ジャンプ』（集英社）において、2008年39号から2012年27号まで連載された。

## 概要
幼稚園を舞台にしたギャグ漫画。下半身がいつも裸の主人公・いぬまるが、先生や園児達を珍妙な行動で振り回す。
大石の前作『メゾン・ド・ペンギン』同様、原則的に毎回2色刷りページ後の定位置に10ページ前後で掲載された。また、「特別編」では15ページ前後で掲載されている。2010年27号以降は2色刷りページの前に掲載される場合もあった。
コミックは同誌他作品と同じ190ページ前後であるが、1話あたりのページ数が少ないため、単行本発売ペースが約4か月に1回となっていた。
連載終了後も週刊少年ジャンプ2013年36号にタイを舞台にした番外編『〜タイでもまるだしっ〜』が読み切りで掲載された。

## キャラクター
声の項はVOMIC版 / FLASHコミック版の順。

### またたび幼稚園

#### すみれ組（年中組）
いぬまるくん
声：齋藤彩夏 / 小林ゆう
本作の主人公。すみれ組の園児。4歳。血液型B型。身長93cm、体重13.9kgですみれ組では一番背が低い。
上半身は他の子と同じポロシャツやスモックを着ているが、ズボンとパンツを身に着けておらず「パンツを履くくらいなら痛車にひかれて死んだほうがましだ」と暴れるほどパンツを履くことを拒んでおり、本人もパンツを履かないことは恥ずかしいと認識しているが、その恥ずかしさが心地良いと発言している。
また「生後まもなくオムツを履くことを拒否し拒否し続けて現在に至る」とも言っている。しかし、風邪を引いた際にズボン付きの着ぐるみを着たり、暑い夏の日に他の園児達が裸になって遊んでいた時に逆に履いていたことがあった。ませた発言や下ネタを交えたギャグを放つことが多く、変な行動で周囲を混乱させる。しかし、妙な事で物知りだったり、たまに良い事もする。
いぬまろくんという名前の荷物を入れることが出来るぬいぐるみを大切にしているが、いぬまろくんがバラバラになりたまこが預かることになった際にはサダ美ちゃんという髪の伸びる不気味な日本人形を代わりにしたことがある。その後たまこが修理したボロボロのいぬまろくんを見て「いぬまろくんはともだちだからボロボロになっても嫌いにならない」と発言するほど大切にしている。
カリスマ美容師に丸坊主にされてしまい、一時期はカツラをかぶっていてその後もしばしばネタにされている。ゲームを買おうとして悪質な類似品（「パチっとモンスター」、「偽レイトン教授」など）を間違って買ったりもらったり、データカードダスでは変なカードを何枚も取ってしまうなど、非常に運が悪い。
絵などの工作は園児とは思えないほど上手く、漫画家のアシスタントとして手伝ったこともある。
同級生と共に卒園後、最終話にて小学校に入学するがまるだしなのは変わらなかった。また、入れ替わりにいぬまるくんと顔がそっくりでやはりまるだしな弟のいぬじろうがまたたび幼稚園に入園する。
初期設定では「うんーっ!」としか発語せず、『メゾン・ド・ペンギン』のバカ彦くんに似た際どい風貌で、全裸であった。持っているぬいぐるみもいぬまろくんではなく、「イチゴっさん」と言ういちごのおっさんであったが、別の作家の担当編集者である中野博之のアドバイスから現在のキャラクターになった。作者自身も現在のほうが大好きだという。
山田 たまこ（やまだ たまこ）
声：ゆりん / 近藤春菜
本作の準主人公。すみれ組の担任で、新任幼稚園教諭。22歳。血液型O型。主にツッコミ担当。いぬまるの可笑しな行動に四苦八苦している。いぬまるの目測によると79cmのAカップで、貧乳であることを本人は気にしている。普段はコンタクトレンズをしているが、使い捨てコンタクトレンズがなくなった際に眼鏡をかけて仕事に来たことがある。
基本的に常識人だが、少し天然で、たまにおかしな行動をする事がある。かなりのゲーム好きで、休日も予定がなくいつも空いており、そのことをよくネタにされる。
アルコールを摂取した際には泣き上戸になり、気性が激しくなる。ちなみにその泥酔によって暴露したのは非実在青少年に関する表現規制への憂いで、いぬまると一緒になって規制反対の観点から熱弁をふるった。
いぬまるたちには振り回されつつも愛情を抱いており、彼らの卒園の際には号泣していたが、同じくまるだしのいぬまるの弟が入園する際には窓ガラスを破るほどぶっ飛んでいた。
初期設定では子供たちに容赦なくツッコむ怖い雰囲気であったが、編集者の大西によるアドバイスで変更された。
すずめちゃん
声：ゆりん / 中原麻衣
血液型B型。ませた性格で最初はいぬまるをバカにしていたが、お漏らししたことを隠してくれた事でいぬまるに好意を持ち始めて動物園や水族館などでデートをする程の仲になる（いぬまるが、すずめちゃんのことを好きかどうかは不明）。徹底したリアリストで大人相手にも納得がいかないときは遠慮なくズバズバものを言う。親ともども私服は非常に派手。いぬまると一緒にボケる事が多く、休みの日も大体一緒に遊んでいる。
ふとしくん
本名は「たかし」だが、作中では誰からも本名では呼ばれない。食いしん坊で太っており、頬には渦巻き模様がある。一度親の都合で北海道に引っ越すことになり、いぬまると涙の別れをした…が、実際にはただの旅行を転校と勘違いしていただけだった。
いじめっ子だが、不良幼稚園児にビビる等、案外チキンである。いぬまるの最初の友達らしいが、よくいぬまるが掘った落とし穴に落とされる。基本的にツッコミ役だが、いぬまるやすずめちゃんと一緒にボケる事も多い。
「きよし」という弟がいる。
けんたくん
声：柳原哲也
通称けんくん、もしくはけんちゃん。スポーツ万能でお金持ち。自分の家の庭にバスケのボードを持っている。下記の2人と一緒に登場する。
モッちゃん
声：平井善之
食いしん坊。話ではけんたくんとひろくんの3人で登場し、一緒にいぬまるへツッコミを入れる。
ひろくん
ゲーム好き。上記の2人とセットで登場し、いぬまるとよく遊ぶ。
ゆきちゃん
男子と仲良しなボーイッシュな子。父親にはあまり懐いていない。
竹千代くん（たけちよくん）
血液型B型。家が大金持ちで常に執事のじいが同行している。クールな性格だが、嫌味なところは一切無い。語尾に「～じゃ」をつける。時たま旅行に出かけていて、出番があまりない時もある。

#### ゆり組（年中組）
みなみ先生
ゆり組の担任。31歳の独身。
恋愛絡みになるとメイクに気合いが入り別人のように変わる。メイクをした際の作画の描き込みが通常時より多く、たまこに「画力が高い、ガリョキン炎を狙える」と言われてしまう。合コンばかりしているが、子供達には優しい。組対抗の対決になるとたまこ先生に強い対抗心を抱くが、仲はいい。たまこ先生と同じくいぬまる達にツッコミを入れることが多いが、一緒になってボケる事もある。最終話にていなご先生と結婚し、妊娠中である。
りゅういちくん
他人の言葉に対して素直に返せない、いわゆるツンデレ。教育熱心な母の影響で、塾やお稽古をしており、忙しい。
鳥居くん（とりいくん）
父親の勤める会社が倒産し、家まで失った不幸な子。草や虫を食べることもあり、味覚が父と共におかしくなっている。魚を自分で釣って食べたり、ゴミ捨て場からおもちゃを拾ってきたり等、たくましい面がある。
いろはちゃん
声：伊藤実華
メガネと地味なロングヘアーが特徴的な女の子。いつもは大人しいが、カルタをやるときは全ての能力が12.5倍に跳ね上がり、かつ制御不可能になってしまうので、怪我人を出さないためにも園内ではカルタを禁じられている。雪合戦や野球でも才能を発揮する。たいがくんに片思いをしていて、相性は「なぎら健壱とホッピー」レベル。
ふたばらいと
双子で、れふとの弟。ゆり組の園児。4月2日0時0分に誕生。

#### かえで組（年長組）
いなご先生
かえで組の担任。26歳。影が薄く、誰も本名を覚えておらず「男の先生」と呼ばれている。第一話から出ていたが、全てフレームアウトしていたらしい。
風呂にずっと入っておらず、女子からいじめられている。一度はみなみ先生に綺麗にしてもらったが、1週間風呂に入らなかったため、また駄目になった。（風呂に入ったら同じような髪形に出来ないため、風呂に入らなかった。）
男子にはかなり人気がある。またたび幼稚園のPV撮影の際に車に跳ねられて足を骨折したり、教員の焼肉に一人だけ誘われなかったりと、扱いは悪い。最終話にてみなみ先生と結婚する。
たいがくん
中古ゲームを定価で販売したり、未だに抱き合わせ販売をしているという噂もある「ゲーム&ホビーショップ虎ノ門」のせがれ。ほぼ全てのカードゲームをコンプリートしている。通称タイガー、異名は七光りのタイガー。
赤羽 アリス（あかば アリス）
サッカーが上手い園児。可愛く、ただ通っただけでも一目惚れをしてしまう人が続出してしまう。だが実は男の娘であり、ゴキブリを気味悪がりながらも素手で潰すほどの豪胆な一面も持っている。上記の容姿からモデルの仕事をしている。なお、名前の由来は不思議の国のアリスではなく、伝説級のフォークミュージシャングループ・アリスである。
ふたば れふと
双子で、らいとの兄。かえで組の園児。4月1日23時59分に誕生。

#### 教師
園長
声：大久保ちか / 坂本頼光
本名、年齢、体重共に秘密（しかし7巻で48歳と判明）。眼鏡をかけた独身の中年女性。血液型B型。体脂肪率は35％で、肥満体型なのである意味での巨乳。彼女の一族の女性達は皆同じ顔をしている。またコスプレ好きで、ハロウィンの時にミニスカポリスに扮して警察に捕まった経験がある。
よくいぬまる達の前で変な行動や行事を開き、たまこ先生をしょっちゅう困惑させており、ボケもツッコミも出来る変なキャラとしての地位を確立している。理事長や部下のたまこ先生やみなみ先生と焼肉を大人げなく争ったり、園児から煽てられて策略に引っかかりお年玉をたかられたり、ダジャレ寿司というゲームをいぬまるに乗せられてたまこ先生と2人で8万円もはらわされたりするなど、利己的かつ単純な性格。
小さい頃の意外な夢はグラビアアイドルになることだった。だがその肥満体型からか友達もおらず、いじめにあっていた。そのころの唯一の友達であるこぎつね幼稚園の園長（あだ名はコンちゃん）がつけてくれたあだ名はトンちゃん（豚の意）だった。実は彼女の両親は離婚しており母側に引き取られていた。その後母親は再婚したが、その義父を拒絶し続けていた。大学に通い一人暮らしとバイト漬けの苦学生生活を送っていた中、誰かはわからない人物からの差し入れと応援メッセージを心の支えにしていた。それを彼女は実の父親からのプレゼントだと思いそこから父親を捜したが違っており、長年拒絶し続けてきた義父がその贈り主であることを知る。だがその時には義父は既に亡くなっており、義父に対して後悔しか残せなかったという過去がある。
理事長
本名不明、ヒゲを生やした年配の男性。血液型B型。真面目で頑固な性格で、かつては園児や先生に厳しい教育主義者で、自分の教育方針に抗議したたまこをクビにしようとした。だが、いぬまる達のせいで髪がカツラである事や、ブラジャーを着けている事、SMクラブの会員であることなどがバレてしまい考えを改め、「面白さ」絶対主義を貫くようになる。新入生オーディション（後編）の回、ネタとして送られたのをいい事に、ドSな妻をゲットしている。
PV撮影の際に、不審者のシーンで本当に警察が来てしまい、一度捕まっている。
マスター・ザ・エロス
覆面レスラー。幻の珍レスラーで、登場するだけでブーイングが起こる。全盛時の時はテレビで絶対放送されないレスラーとして話題を呼び、アブノーマル原田と激戦を繰り広げた。正体は理事長。
天童 久美子（てんどう くみこ）
つつじ組の教師（年少組→年中組）。28歳。
はじめは、弛んでいるまたたび幼稚園を変えるためにまたたび幼稚園に現れ、強引にたまこの担当するすみれ組の担任となる。
いぬまるをはじめ園児たちからはテンクミと呼ばれて慕われている。
竹刀によって園児を制圧しているが、いぬまるは最後までパンツをはかなかった。
結局、つつじ組の担任となり、正式にまたたび幼稚園の教師となった。
影山 うすみ（かげやま うすみ）
つつじ組（年少組）の教師。
幼稚園創立時から勤めているが、影が薄いため今まで気付かれなかった。特技はマリリン・モンローのものまね。学生時代はバスケ部に所属していたが、在籍していたこと自体忘れられ試合には出ていない。
彼氏が自分と結婚することに気付いたため、退職した。
乙女 すみれ（おとめ すみれ）
単行本11巻収録の書き下ろしのみに登場。
たまこの赴任する前のすみれ組の担任。
純粋すぎて、園児や園長のボケにツッコミが出来ず、心身ともに疲れ果て、別の幼稚園へ異動する。

### あかべこ幼稚園
藤崎 未来翔（ふじさき らいと）
すみれ組の他園交流会で交流する自然に囲まれたどころではないほど自然に囲まれた全園児3人の「あかべこ幼稚園」の園長。54回連続でシボリンピック優勝。たまこ先生曰く「果てしなくまたぎ」。
人間の手で加工されたものは口に合わない、とは言っているものの、デパ地下のデザートに感動したりと不明なところもある。
大作（だいさく）
声：大久保ちか
清美にプロポーズした男。しかし、すずめちゃんたちを見てから、この村だけで決断を下すのは早いと思った。花代曰く、村一番のお調子者。
清美（きよみ）
声：伊藤実華
大作にプロポーズされた女。しかし、ケンくんたちを見て、この村だけで決断を下すのは早いと思った。花代曰く、心優しい女の子。
太助（だいすけ）
声：前田剛
村一番の暴れん坊で、第55回シボリンピック優勝者。エアマックス95を履き、使っているパソコンのOSはWindows 95。後にいぬまると轟牛ホルスタック（ガララワニと同じ捕獲レベル）を使い、闘牛乳搾り対決を挑んだが、敗北。その後、いぬまると友達になり、いぬまるがくれた「やまだのおやじ」カードを大切にしている。
花代先生（はなよせんせい）
大作、清美、太助の担任で、少々走っただけで服のボタンが外れるほどの巨乳。
米内さん（よねうちさん）
園長にいつもシボリンピックで負けている人。陰湿。会話に出て来ただけで、公には出ていない。

### こぎつね幼稚園
近藤園長（こんどうえんちょう）
ま たたび幼稚園の園長の幼馴染であり、因縁の相手。表面上は仲良さげに振る舞っているが、実は仲が悪く、下剤を飲ませたり飲ませられたりしている。
かなでちゃん
たけのこ塾に通っていて、いつも2位。むかしはまたたび幼稚園のことをおちこぼれだと思っていたが、今は改心。運動オンチ。いぬまるくん、すずめちゃんとは「遊びの関係」→「ただの友達」。
マサムネくん
たけのこ塾に通っていて、いつも1位のエリート。1位でないと母親に叱られてしまう。またたび幼稚園のことを落ちこぼれと思っていたが、いぬまるくんの存在で改心する。しかし、いぬまるくんによってパンツが無意味な存在だと思い込んでしまう。その後、まるだし仮面として活躍している。
名前の由来は、日本刀の正宗。
しげはるくん
たけのこ塾に通っていて、いつも最下位なのだが、常に大人びた発言をする。英語をしゃべれる。新聞配達、捨て猫への餌やり、外国人への道案内などをしている。しかし母親には強い。元々は裸眼だったがひょんな事からマサムネくんの眼鏡をずっと掛けている。
馬場っち（ばばっち）
こぎつね幼稚園の職員。天然パーマで小太りの女性。48歳の既婚者。
阿部ちゃん（あべちゃん）
こぎつね幼稚園の職員。おかっぱの痩せ気味の女性。48歳の既婚者。

### 山田たまこの家族
山田 琥太郎（やまだ こたろう）
たまこ先生の兄で、残念な兄でもある会社員。24歳。ルックスは悪くなく、良心的なので彼のことをよく知らない女性にはモテるが、同僚のOLには「知れば知るほどガッカリする男」と言われ、上司にはよく「キミにはガッカリだよ」と言われている。未だにパンツに名前を書いていたり、恥ずかしげもなくラブプラスの登場人物を自分の彼女だと周囲に紹介したり、大事な書類に『ドラゴンクエスト』の錬金レシピを書いていたりする。
子供向きの絵本を描くのが好きで、出版社へ自分の描いた絵本を持ち込みに行っては、よく編集者からダメ出しされている。何故か動物に嫌われていて、昔の写真では大体動物にやられている。またたび幼稚園出身と考えられる。
上記のような態度でいつも会社にいるため、社長からは｢なぜ今までクビになっていないのか｣と｢そもそもなぜ雇用しようと考えたのか｣という2点を長年不思議に思われており、ある事件をきっかけについにクビにされた。その後はニート同然の状態で、妹によくたかっている。
初登場時はただの下着泥棒対策に自身の下着をたまこに貸しているだけの兄としてのみ登場し、ダメ人間として描かれ始めたのは2回目の登場時であった。
いぬまるくんがやくざの車にぶつけてしまって腕相撲で決着をつけようというときは男らしさを見せ、「自分が正しいときは謝らない！泣かない！」と言った。しかし、「勝負には負けない！」と言った瞬間に負け、そして泣いた。最終話では「絵本作家になる」という夢を果たした模様。
たまこ先生の母
たまこ、琥太郎の母で天然。小太りの女性。琥太郎の作った、アフロッコリーTシャツを着ていた。
たまこ先生の父
たまこ、琥太郎の父でツンデレ。妻と同じくアフロッコリーTシャツを着ていた。
マロン
山田一家の飼い猫。琥太郎によりデーモン閣下みたいな顔にされ、1年間過ごしていた。

### ヒーロー・キャラクター
いぬまろくん
いぬまるくんがバックとして持っている犬のぬいぐるみ。非売品で、『チョコドック』の抽選で貰える。実物がジャンプショップで販売されていた。
やまだのおやじ
『アルティメットモンスター』でいぬまるくんが手に入れた雑魚キャラクター。下着はブリーフ。やまたのおろちのダジャレ。49歳。さちこという娘がいる。『パチっとモンスター』ではタケリキー、スクミズと共に登場した。
ミダレンジャー
デパートの屋上で開催されるヒーローショーの5人組ヒーロー。ダップンダー率いるベン・ジョーカー軍団を敵としている。ファイブブラスターという武器を持っている。全く人気が無く登場時の第11回ではいぬまるくんとケンちゃん、モンちゃんだけしか客がいなかった。
子供の頃にヒーローショーが好きだった人達がネットで知り合いショーを開催している。
ツートンマン
特撮ヒーロー番組のヒーロー。正体不明。弱点は変身ベルトが緩くてすぐズボンがズレてしまう事。アゴ美という性格の悪い彼女がいる。番組は第三話で終わってしまう。ウルトラマンがモチーフ。
アフロッコリーくん
たまこ先生の兄の琥太郎がデザインしたブロッコリーのキャラクター。一般的には気持ち悪がられている。Tシャツやエコバッグ、フィギュアが存在する。
タートルソルジャー
『超戦士タートルソルジャー』のヒーロー。正体は落ちこぼれのサラリーマン。大事な部分のパーツを俳優が紛失してしまった為、放送では露出度の高い装備となった。

### その他

#### 幼稚園関係
バスの運転手
幼稚園の送迎バスを運転しているギャル男。38歳。たまこ先生を「たまこっち」と呼ぶ。
フゥ子
教育実習でまたたび幼稚園に来た大学生。巨乳で可愛い性格だと思いきや、実際は影で煙草を吸っていたり、またたび幼稚園の文句を言っていたが、研修を通じてたまこ先生らの熱意を知り改心。自分に正直に生きるようになったが、正直に生き過ぎて最終話でキャバ嬢になってしまった。
チョーコ
フゥ子と同じく教育実習に来た大学生。ギャル。携帯ストラップの量がかなり多い。仕事中に携帯電話で会話をしたりと態度が非常に悪いが、子供が大好きでどうしても幼稚園の先生になりたいと願っていた。研修を通じてたまこ先生らの真摯な態度に動かされ、携帯電話を持ってこなくなった。最終話にて晴れてまたたび幼稚園の先生となり、肌と髪の色を元に戻した姿を見せるが、内面はあまり変わっていなかった模様。

#### 生徒の保護者
いぬまるの父
浅野犬壱を参照。
すずめちゃんのお母さん
すずめちゃんの母。PTAの会長。生きている狐（?）の首巻きをしている。
家康（いえやす）
竹千代の父。下ネタ好き。裏でエッチなDVDを所有している事を部下に知られてしまう。
鳥居くんの父
職を失い、ラーメン屋を開店した中年の男。ひげが濃い。あり得ない程ラーメンは不味い。野球の試合で鳥居くんに代わってレフトの守備位置についた。
ふとしのお父さん
ふとしの父。ふとしと同じくいぬまるがしかけた落とし穴に落ちた。「こうやってお前といっしょに何かを作るなんてこいつの弟以来だな……」と発言し、たまこに突っ込まれている。10年後の自分に、おっぱいが見たいと手紙を送っていた。
ふとしのお母さん
ふとしの母。ふとしと同じくいぬまるがしかけた落とし穴に落ちた。
けんたくんのお父さん
けんたの父。以前、アケミ（ひろくんの母）と付き合っていた。写真に、「FOREVER ヨロシク!!」と書いていた。
けんたくんのお母さん
けんたの母。かなりの過保護。眼鏡をかけていて細身の女性。
アケミ
ひろくんの母。以前、けんたの父と付き合っていた。写真に、「ずっといっしょにいようね♥」と書いていた。

#### 芸能界
浅野 犬壱（あさの けんいち）
2009年度「まったくいかがわしい噂を聞かない俳優No.1」というトップ俳優。園長先生が大ファンでロケまで見に行ったことがある。いぬまろくんが登場する「チョコドッグ」のCMも担当している。たまこ先生の事が気になっている様子。『森田一義アワー 笑っていいとも!』のテレフォンショッキングでの100分の1アンケートで「産卵期で凶暴になっているサメと戦ったことがある人」と聞き、見事タモさんストラップを獲得する。しかし誤ってたまこ先生にあげてしまう。また、同番組に招待された時「知らないとも～」と二度言ったことがある。
プライベートでは、実はいぬまるの実の父親で、たまこ先生はいぬまるの行動の癖や発言内容などの類似性から、犬壱が実父であることに気づく。父母参観の際に来る予定だったが、仕事の影響でなぜか夜の9時に来てしまった。バツイチだったがその後前妻とよりを戻した。いぬまるのタイ旅行（新作読みきり）は犬壱の映画撮影の同伴によるもの。
伊藤 みちひろ お兄さん（いとう みちひろ おにいさん）
第4回で登場。
超定番教育番組『おかあさんといっしょにいたこの前の男の人のことはパパにはないしょ!!』の体操のお兄さんを担当しており子どもだけでなく主婦にも人気がある。キャラクターモデルは佐藤弘道。
またたび幼稚園に幼稚園紹介を兼ねた体操ロケに来たが、その際のいぬまるが起こしたトラブルにより尻が丸出しの状態になるも本人は気が付かずそのまま収録されてしまい、クレームが殺到し番組が打ち切られてしまう。
その後は『マグナム兄さん』という名でとあるビデオの男優として活躍している。
育田 保母子（いくた ほぼこ）
第41回に登場。幼児教育のカリスマ。ベストセラー多数で、ゲームも大ヒット。
かなりかずき
第41回に登場。えなりかずきのそっくりさんで、かなりのものまねショーにいぬまるくんとたまこ先生が観賞した。
逆乃風（さかのかぜ）
第42回に登場。新弟子検査に受って力士になったが、半年程して髪が薄くなったために髷が結えなくなってしまった。そのため力士から引退しようとしたが、竹千代くんの家の研究員が開発した「ケガスゴ~クタ~クサンハ~エチャウンダ~ヨZ」によって髪の毛が生え、相撲界に見事に残留する。
腹わたヨジレーズ
第63回に登場。コンビ結成6か月目の芸人。
塚MOSE
メンバーはボーカル・RYUJI、ギター・RUN、ドラム・DAIJIRO、ベース・TSUKAMOTO。
南田まさお ／ チョ・ナンナン
「だから言ったじゃないですかぁー」をネタとする若手芸人。
その後、チョ・ナンナンという韓流スターとして姿を現す。
ゲッソリ・スペクター
またたび幼稚園のお遊戯会に呼ばれるデーブ・スペクターそっくりの芸人。
スベりまくりのギャグを連発して、またたび幼稚園全員の冷静の輪を広げる。
連載時点では最終回の前の回で1コマだけ登場し、単行本では11巻にて左記の他に書き下ろしの一編「おゆうぎ会」にメインで登場する。

#### たまこ先生関係
ビューティ中野
第8回で初登場
年齢・性別不詳の謎の人物。女性のメイクに関して彼の右に出るものはいるとかいないとか。野球の試合でいろはちゃんと交代し、投手になった事がある。
なっちゃん
第51回に登場。たまこ先生の中学校時代の友達。中学生時代は太っていたが、痩せて一児の母。
細山くん
第51回に登場。たまこ先生の同級生。中学時代は虐められていた。
かなでちゃんの母
教育熱心な母親。今時ザマスを語尾としている。
光子
ゆるかわ動物園のゴリラ。5歳。脱走し、たまこ先生の家で朝食を食べた事がある。行儀がいい。野球の試合でかなでちゃんの代わりとして出場した事もある。
脱走時、ニュースで「花子」と間違って読まれた為、大暴れした事がある。

#### いぬまるくん関係
トシくん
巨乳好き。第85回に初登場し、会話にたびたび登場する。いぬまるくんに本質を見抜かれ彼女サオリンと別れてしまう。第95回ではチームナカジマ対リトルジャイアントキッズの野球勝負の審判をする。
諭詩
第85回に登場。19歳のストリートポエット。自作のポエムを900円で売る。園長先生、みなみ先生が購入。いぬまるくん、すずめちゃんとどちらが売れるか勝負をし、敗北する。
岡ちゃんぽい人
本名不明。サッカーをやるときにいぬまるくんが岡田武史に似ているという理由だけで連れてきたが、サッカーのことを全く知らずに11人を超えたフォーメーションを指示したりした。野球の試合でたまこ先生と交代し、監督をやった事がある。
解説夫
『またたび幼稚園　新園児募集企画　チキチキ大発表会』の午後の部の解説として来た人。鼻毛が長く、メガネかと思いきや鼻毛。解説としてはほとんど役割は無かった。その後、野球の試合でふとしくんの代わりとして再登場する。
内水診療所の医者
第34回にて出演。医神（アスクレピオス）を自称しており、いぬまるくんの記憶喪失について診た。
ゴッド水谷会長
「平和すぎる世界を目指す会」の会長。額に愛と書かれた怪しいマスクを被っている。51歳。カラオケの十八番は『慎吾ママのおはロック』。「平和すぎるツボ」という何でも上手くいくツボを30万円で販売、さらに明らかな鼠講で利益を増やそうとし即逮捕される。
ケンちゃん、モンちゃん
第8回で初登場。
共に年少組の3歳。いぬまるを兄のように慕っている。一時はいぬまるの影響で、パンツをはかないことがあった。
いぬまると合わせて、犬、キジ、サルと桃太郎のような組み合わせになっている。
初老のおじさん
いぬまるの近所に住んでいるおじさん。驚異の身体能力、回復力を持っている。しかし、いぬまるが作り出した架空の人物であることが判明した。
ポポロ／所ヤスアキ
絵本に出てくる森の精霊だが、いぬまるの前に現れたポポロは偽者だった。その後、下着窃盗容疑で逮捕された。
元ネタはとなりのトトロのトトロ。
所ヨネ
ポポロの着ぐるみを着ていたヤスアキの母。キヨ子という娘もいる。

#### その他
じい
竹千代くんのじいや。大変な高齢のために昇天しそうになる。また、元恋人が田舎から幼稚園に訪ねてきた。
鬼瓦毒三郎（おにがわらどくさぶろう）
売れっ子女性漫画家。山田琥太郎がアシスタントとしてアルバイトとして雇われた漫画家。鬼瓦毒三郎はP.N。いぬまるの漫画技術を絶賛した。16歳のときに『極道の妻の夫たち』でデビューした。代表作は『本気で拳銃撃つ5秒前』（全十八巻）。
鶴江
第60回に登場。理事長夫人。人の話を聞かず、ドS。
宮沢英二
第79回に登場。ゆるかわ水族館館長。
肉の村山
ゆるかわ商店街のマスコットキャラクターを決める選手権に、モーモーくんとして出場。
覇王子（はおこ）
心優しい社長令嬢。父は虎太郎の勤める会社の社長。虎太郎に恋をしてしまう。
おばぁちゃん
駄菓子屋の店主。ぎっくり腰で倒れるが、ホットヨガをするほど回復した。
アブノーマル原田
覆面レスラーで、マスター・ザ・エロス最大のライバルかつ勝った事がない相手。栗やウニなど刺があるものをエロスのパンツにつめた後、空気入れを使い、爆発させるのがとどめ技。マスクをとった後は、若き日の理事長の飲み友達。

## ヴォイスコミック
集英社のヴォイスコミック「VOMIC」として、2009年6月からVOMIC公式サイトで4回配信された。ジャンプ専門情報番組『サキよみ ジャンBANG!』でも放映。週刊少年ジャンプ公式YouTubeチャンネルにも配信されている。
同年8月からはカラーバージョンとなり、新作を4回配信。
各回約4分（第5回のみ2本立てで約8分）、全8回、全9話。演出は大地丙太郎。
2011年6月に、FLASHコミックとして新たなキャストで放映され、同年7月より配信中。VOMIC版も継続して配信される。
ナレーション及びサブタイトルコールは前田剛。

## 書誌情報
- 大石浩二 『いぬまるだしっ』 集英社〈ジャンプ・コミックス〉、全11巻
  1. 「いぬまるくんとたまこ先生」 2009年2月4日 ISBN 978-4-08-874634-0
  2. 「いぬまるくんのドキドキデート」 2009年6月4日 ISBN 978-4-08-874698-2
  3. 「ぼっちゃまがやってきた!!」 2009年10月2日 ISBN 978-4-08-874740-8
  4. 「ガッカリ!アフロッコリー」 2010年2月4日 ISBN 978-4-08-874798-9
  5. 「なぞなぞ水族館」 2010年6月4日 ISBN 978-4-08-870052-6
  6. 「アリス・イン・ジェンダーランド」 2010年10月4日 ISBN 978-4-08-870116-5
  7. 「先生といっしょに」 2011年4月21日 ISBN 978-4-08-870211-7
  8. 「初心忘るべからず」 2011年9月2日 ISBN 978-4-08-870288-9
  9. 「いぬまるくんプロデュース大作戦!!」 2012年2月3日 ISBN 978-4-08-870375-6
  10. 「勝ち組はどっちだ」 2012年7月4日 ISBN 978-4-08-870468-5
  11. 「いちねんせいになったら」 2012年8月3日 ISBN 978-4-08-870575-0